# Jacques de Reinach
Pour les articles homonymes, voir Reinach.
Jacob Adolphe, alias Jacques, 2e baron Reinach, né à Francfort le 17 avril 1840 et mort à Paris le 19 novembre 1892, est un banquier juif allemand naturalisé français mis en cause dans les scandales financiers de son époque, notamment le scandale lié au percement du canal de Panama ayant dévoilé la corruption de nombreux hommes politiques et industriels français durant la Troisième République et ayant provoqué la ruine de milliers d'épargnants.

## Biographie

### Carrière de banquier
Fils d'Adolphe, baron de Reinach (1814-1879), consul de Belgique à Francfort, anobli et créé baron par le roi d'Italie en 1866 puis confirmé par Guillaume Ier de Prusse en 1867, et de Clémentine Oppenheim (1822-1899), il s’établit à Paris à la fin des années 1850, et fonde en 1863 la banque Kohn-Reinach avec son beau-frère, le financier international Édouard Kohn. 
Il se marie le 6 mai 1863 avec sa cousine germaine Fanny Emden, avec laquelle il a trois enfants : Henriette-Clémentine (qui épousera son cousin issu de germain Joseph Reinach), Lucien et Juliette-Maximilienne. 
Garde national pendant le siège de Paris en 1870, il est naturalisé français en 1871.
Ses affaires prospèrent d'abord grâce à la construction des chemins de fer de Provence et à des investissements dans la compagnie Canadien Pacifique au Canada. 
Son hôtel particulier du Parc Monceau devient le rendez-vous du tout-Paris politique, financier et artistique. Il rachète le château de Nivillers, un village de Picardie dont il devient maire en 1884.

### Le scandale de Panama
En 1878, il se lie avec Cornelius Herz, lui aussi juif d’origine allemande qui, après avoir fait fortune aux États-Unis, entretient à Paris des relations avec plusieurs hommes politiques et journalistes, finançant notamment le journal La Justice de Georges Clemenceau. 
Reinach s'associe avec Herz et devient, en 1886, responsable de la publicité de la Compagnie universelle du canal interocéanique de Panama, créée, en 1879, par Ferdinand de Lesseps. Il lance une campagne pour encourager les petits épargnants à investir dans la société en s'appuyant sur ses contacts dans la presse et dans la politique, puis il entreprend d'influencer les députés pour obtenir leur appui lors du vote d’une loi autorisant cette Compagnie du canal de Panama, pourtant au bord de la faillite, à émettre un emprunt à lots remboursables (une loterie récompensant certains épargnants). Il s'appuie pour cela sur son homme de confiance, Émile Arton, qui n'hésite pas à distribuer des pots-de-vin à des parlementaires. L'opération porte ses fruits : la loi est votée en juin 1888, mais il est trop tard et en décembre de la même année la Compagnie du canal de Panama dépose son bilan.
Inculpé de corruption le 4 novembre 1892, Reinach obtient de rester en liberté contre la promesse de livrer ses livres de comptes, et séjourne sur la Côte d’Azur. 
Les journaux nationalistes et antisémites de l'époque, comme La Libre Parole d'Édouard Drumont et La Cocarde de Maurice Barrès, mènent alors une violente campagne de presse contre lui. Pour Barrès, « le fameux, influent et actif banquier juif, baron Jacques de Reinach, est un produit de la République parlementaire. »
Cité à comparaître devant le tribunal correctionnel le 21 novembre, il revient à Paris le 19, mais il est retrouvé mort dans son hôtel particulier du 20, rue Murillo le matin du 20 novembre 1892 tandis que son gendre Joseph brûle des documents. 
Après autopsie, l’enquête officielle conclut à une congestion cérébrale, mais les journaux parlent de suicide ou d'empoisonnement.  
Sa disparition donne le véritable coup d’envoi du scandale de Panama. Une commission d'enquête est constituée mais elle établit que sur les 9,8 millions de francs que Reinach avait reçus pour la campagne de presse et soudoyer les députés, il n'en avait dépensé que 3 pour frais de publicité. Par ailleurs, un courrier adressé par Jacques de Reinach à Ferdinand de Lesseps laisse entendre que le banquier était victime d'un chantage de la part de son associé Cornélius Herz. 

## Postérité
Dans son roman Paris publié en 1898, Émile Zola s'est inspiré de Jacques de Reinach pour son personnage du baron Duvillard.